# Ophiosoma crassicolle
Ophiosoma crassicolle är en plattmaskart som beskrevs av Szidat 1928. Ophiosoma crassicolle ingår i släktet Ophiosoma och familjen Strigeidae. Inga underarter finns listade i Catalogue of Life.